# Onesia flavisquama
Onesia flavisquama este o specie de muște din genul Onesia, familia Calliphoridae, descrisă de Hiromu Kurahashi în anul 1992.
Este endemică în Nepal. Conform Catalogue of Life specia Onesia flavisquama nu are subspecii cunoscute.